# サナリカ
サナリカは、同人サークル「PINK CHUCHU」と「ハルカジクウ」が製作している同人作品群（一部商業誌掲載もあり）。

## 概要
ハルカジクウの高橋明可がPINK CHUCHUのみけおうにこっそりと本作の制作途中のシナリオを渡し、それを読み気に入ったことをきっかけに制作がスタートした。
漫画と小説をメインに展開されておりキャラや世界観の設定とシナリオ、漫画の絵コンテを高橋明可がみけおうがキャラクターデザインと作画をそれぞれ担当しており、PVムービーは彼女達の他に岡部雅子と藤井祥吾が制作に参加している。
世界を救う等の大きな使命はなく敵もいないし戦わないささやかなお話がコンセプトで、当初は『ふたりのまじょのものがたり』のみで完結としていたが、「早く続きが読みたい!」という声が寄せられ続編が制作されていくこととなった。
アニメイトのオリジナル企画と言われることが多いが、アニメイトはまとめ本委託後、オリジナルグッズの配布や独自の企画などを行って本作のPRをしたり、一部刊行作品の委託販売を行っているのみである。
角川書店の漫画雑誌『月刊コンプエース』にて、読み切り形式で「サナリカ 〜まじょの涙〜」と「サナリカ〜ふたつのこころ」がそれぞれ掲載された。

## 刊行作品
- サナリカ〜ふたりのまじょのものがたり（2005年4月発行）
- サナリカなつやすみ☆ときめきCD（2005年8月発行）
- サナリカ〜まじょのポスト（2006年5月発行）
- サナリカ〜ふたりのまじょのものがたり（まとめ）（2006年6月18日・アニメイトで専売）
- サナリカひみつBOOK（「サナリカ〜ふたりのまじょのものがたり（まとめ）」の予約特典）
- サナリカなつやすみわくわくCD（2006年8月発行）
- ふたりの魔女〜サナリカep-48.8（2006年11月発行）
- サナリカふゆやすみドリル（2006年12月発行）
- 魔女の家〜サナリカep3.9（2007年2月発行）
- サナリカ〜まじょのはつ恋（2007年5月発行）
- サナリカ〜おはなしCD（2007年12月発行）
- サナリカひみつBOOK2（2008年5月発行）
- サナリカ〜まじょの夢（2008年6月発行）
- サナリカ〜おはなしCD ふたつめ（2008年8月発行）

一部の作品はアニメイト、マグマニ、アニブロゲーマーズでのみ委託販売されている。

## ストーリー
魔女の国という誰も知らない国がありそこには魔女が暮らしていた。レイクが生まれの岬に流れついたシーズンに最強の魔力を持つ魔女・対の魔女が流れ着き、3人は意思の会により常夜の城で育てられることとなり、後に彼女たちは後に"対の魔女の悲劇"と呼ばれる異変に否応なく巻き込まれてしまう。
それから永い年月が過ぎあっちの国。サナとリカは従姉妹で親友でもある。2人は自分たちが魔女の血をひく者で携帯電話で人々の願いや悩みを受け付けおまじないを教えたり満月の夜にだけ使える魔法を使いそれらを解決していることを秘密にしている。
やがて願いを叶えてくれたり悩み事を解決してくれる魔女がいるという噂が町中に広まっていく…。

## 主な登場人物
声優は『サナリカおはなしCD』シリーズのキャストである。
神前 サナ（かみまえ リナ）
声：門脇舞以
主人公。大人しくマイペースな性格で芯が強く頑固者な面もある。
学園近くのマンションで学園の教師をしている父親と塾の講師をしている母親と共に暮らしている。
動物好きでもあるが彼女の住んでいるマンションでは動物を飼うことを禁止されているので学園のうさぎの飼育係をしている。
神前 リカ（かみまえ リカ）
声：清水香里
主人公。長女気質のあるしっかり者でクラス委員長をしているがのんびり屋な所もありサナとはとても仲がいい。
細かい事は苦手なため面倒なことを背負い過ぎて損をしてしまうこともある。
成績優秀で英語塾にも通っているが本人は勉強する気がないらしい。
カメラマンである父親と専業主婦である母親、幼稚舎に通う弟とともに暮らしている。父親は仕事で忙しく、家に帰って来ることは稀にしかない。
ちなみに魔女へのメールはリカが所持している携帯電話に受信されている。
後に中等部、高等部と連続で生徒会長を務め学園で有名人になる。
神前 司（かみまえ つかさ）
サナの父親で水乃森学園中等部の理科の教師を務めている。
幼い頃、自身と自分の母親の素性に疑問を抱いていた。
神前 優子（かみまえ ゆうこ）
声：中川里江
リカの母親。しっかり者でお菓子作りが得意。サナに家に泊まりたいとお願いされることがあるが自分にとって娘のような存在だからという理由で泊まることを許可している。
神林 杏子（かんばやし きょうこ）
癖毛っぽい髪型が特徴のサナのクラスメイト。
サナとは初等部時代、出席番号が近いこともあってすぐに仲良くなれ彼女と共にうさぎの飼育係もしていた。
両親の仲が険悪になってしまったことを魔女に相談したことがあり（勿論、杏子は魔女の正体がサナとリカであることは知らない）そのおかげで2人を和解させることが出来た。
両親とともに暮らしており父親は昔のおもちゃとプラモデルのコレクターで母親が購入を止めることもしばしば。
藤村 あきら（ふじむら あきら）
リカのクラスメイトでクラスの副委員長でもある。魔女の噂を馬鹿馬鹿しく思っており信じていない。
レイク
声：沢城みゆき
対の魔女と同じシーズンに生まれの岬に流れ着いたウタの娘。
意思の会により常夜の城で対の魔女とともに暮らすこととなる。
対の魔女の悲劇後は意思の会に加入、サナとリカの存在を危険視している。
対の魔女（姉）
大人しく人慣れしない性格をしており、あっちの国で離れられない人を見つけてしまったことが魔女の国に戻ることを拒む原因となってしまう。
サナとリカの祖母にあたる人物でもあり、2人が小学校3年生のときに他界した。
対の魔女（妹）
声：丸山美紀
姉と違い活発な性格をしており対の魔女の悲劇の際、魔女の国に戻ることを拒んだ彼女に怨みを抱いている。
その孫であるサナとリカに関してどう思っているのかは現時点では明らかにされていない。
実はツンデレでもあるらしい。
ダイダイ
声：松風雅也
対の魔女の悲劇後、対の魔女（妹）があっちの国に魔女が生まれたことを伝えるために生み出したエイリアス。
美しい見かけに反して性格は子供っぽく人の言うことをあまり聞こうとしない。サナとリカの魔法に興味を持っている。
ニビ
声：下野紘
レイクが生み出したエイリアス。
ダイダイを参考に生み出されたので彼と容姿が似ているが性格は穏やかな性格をしている。
ウタ
長い金髪が特徴の魔女。魔女の子供達が生まれの岬に流れ着く夜、そこで仲間のエアとルクスとともに対の魔女を発見する。
エア
ウタより2シーズン先に生まれた黒髪が特徴の魔女。レイクと対の魔女の教育係に任命されるが不満があるようだ。
ルクス
白いショートヘアが特徴の魔女で意思の会のメンバーの一人。レイクに好意を抱いているらしい。

## 用語
魔女
本作では願いを叶える者という扱い。
魔女の噂
願い事や悩み事を魔女宛にメールを送信すれば相談に応じて貰えおまじないを教えてもらったりすることが出来るという噂。
内容によっては相談に応じて貰えない場合もある。メールはリカの携帯電話に受信されているがサーバの問題等もあり、魔女のメールアドレスを知っている人は2人以上の人に教えることが出来ない。
対の魔女の悲劇
魔女の国とあっちの国のウォールに裂け目が出来たことで起きた異変。
対の魔女がそれぞれの国で魔法を使い修復したことで収束するが彼女たちは離れ離れとなってしまう。
エラー
魔女が自分のために魔法を使用することはタブーでありそれを破ることをいう。
現時点では3回エラーをすることでフリーズになること以外のことは明らかにされていない。
作中で、サナが杏子の悩みを解決するためにエラーを覚悟で魔法を使おうとしたことがあった。
フリーズ
魔女がエラーを3回することで起きるということ以外は現時点で具体的なことは明らかにされていない。
意思の会
常夜の城に住む七人の魔女からなる魔女の国の魔女の秩序をコントロールしている組織。

## 主な舞台
あっちの国
現代世界のこと。
おばあちゃんの部屋
サナとリカの祖母の遺品がリカの父親によって保管されているリカの家の屋根裏部屋。
水乃森学園
サナとリカたちが通っている学校で幼稚舎、初等部、中等部、高等部に別れていることや校舎の雰囲気からして私立の学校だと思われる。
魔女の国
番外編・ふたりの魔女などで舞台となる誰も知らない世界。
この世界で知性を持つ種族は魔女のみで、彼女達は他のものと群れることを好まないため、 一人か家族で暮らしており、自らの魔力で作り出した使い魔と複製(エイリアス)を使役としている。
対になるものを敬う習慣がある。